# Annette Bergbo
Annette Bergbo, född den 13 november 1953, är en åländsk journalist, politiker och tidigare talesperson för partiet Hållbart initiativ. 
Bergbo är till yrket frilansande journalist. Hon har bland annat arbetat på Ålandstidningen i mer än 20 år. Den 15 maj 2019 lanserades partiet Hållbart initiativ, med sikte på lagtings- och kommunalvalen på Åland i oktober 2019. Annette Bergbo valdes till talesperson (jfr språkrör) tillsammans med Simon Holmström.
Vid lagtings- och kommunalvalet på Åland 2019 erhöll partiet 2 mandat i Ålands lagting - Alfons Röblom och Simon Holmström. Efter att Röblom blivit utsedd till minister den 10 december, kom Annette Bergbo in i lagtinget som ersättare.
Hon var lagtingsledamot fram till att Hållbart Initiativ lämnade landskapsregeringen den 12 oktober 2022. 